# 孙兆林
孙兆林（1962年6月—），山东泰安人，中华人民共和国政治人物、教育工作者。毕业于兰州大学化学系分析化学专业。

## 生平
1980年8月，在兰州大学化学系分析化学专业学习。1984年9月，在兰州大学化学系分析化学专业读硕士。1985年10月加入中国共产党。1987年7月参加工作，任抚顺石油学院石化系分析化学教研室、助教。1988年11月，任分析教研室副主任、助教。1989年12月，任分析教研室副主任、讲师。1991年9月，在兰州大学化学系分析化学专业读博士。1994年6月，任抚顺石油学院应化系副主任。1995年6月，任应化系主任、副教授。1996年11月，任副院长、教授。1998年11月，任抚顺石油学院院长、院学术委员会委主任。2001年7月至2003年3月，兼任辽宁省青联副主席。2002年3月，任辽宁石油化工大学校长、党委副书记、学术委员会主任。
2004年12月，任中共葫芦岛市委常委，市政府常务副市长。2005年7月，任中共葫芦岛市委副书记，市政府代市长，2006年1月正式当选市长。2008年，当选第十一届全国人民代表大会辽宁地区代表。2011年3月，任中共葫芦岛市委书记。2015年4月，任中共丹东市委书记。
2016年9月，任中共大连医科大学党委书记。直到2022年卸任。